# Cacciatori eschimesi
Cacciatori eschimesi (The Alaskan Eskimo) è un film del 1953 diretto da James Algar. È il primo cortometraggio documentario della serie Genti e paesi, e fu distribuito negli Stati Uniti il 18 febbraio 1953 dalla RKO Radio Pictures mentre in Italia uscì l'anno successivo abbinato a Il mare intorno a noi. Cacciatori eschimesi vinse l'Oscar al miglior cortometraggio documentario ai premi Oscar 1954.

## Trama
Per dimostrare come gli eschimesi si adattano all'ambiente e alle condizioni atmosferiche che li circondano, viene mostrata la vita quotidiana in un villaggio Inuit in Alaska, concentrandosi in particolare su quella della famiglia di Koganak. In estate, mentre i bambini giocano, gli adulti si preparano per l'inverno cacciando e pescando, mentre in inverno tutti gli abitanti del villaggio vivono sottoterra, al riparo dalle bufere. In casa, Koganak scolpisce strumenti e armi per la caccia, mentre la moglie cuce per la famiglia. Tra una bufera e l'altra, gli uomini escono dalle case con le slitte per raccogliere carburante e acqua, cacciare e pescare. Il ritorno a casa di Koganak, l'ultimo a rientrare prima dell'arrivo della bufera, viene festeggiato mangiando l'Akutaq. Infine, l'arrivo della primavera viene celebrato con una festa in cui gli eschimesi rendono grazie agli dei per la fine dell'inverno.

## Distribuzione

### Data di uscita
Le date di uscita internazionali sono state:
- 18 febbraio 1953 negli Stati Uniti
- 2 febbraio 1954 nel Regno Unito
- 20 maggio in Italia
- 13 settembre in Svezia
- 23 novembre 1957 in Giappone

### Edizioni home video
In Italia il corto fu distribuito in VHS nel 1986, nel terzo volume della collana Popoli e paesi, insieme al successivo Siam (1954).